# Ittys
Ittys is een geslacht van vliesvleugeligen uit de familie Trichogrammatidae. De wetenschappelijke naam van dit geslacht is voor het eerst geldig gepubliceerd in 1911 door Alexandre Arsène Girault.

## Soorten
Het geslacht Ittys omvat de volgende soorten:
- Ittys annae (Karpinski, 1954)
- Ittys californica George, 2007
- Ittys ceresarum (Ashmead, 1888)
- Ittys inermis George
- Ittys infuscata George, 2007
- Ittys latipenis Lin, 1994
- Ittys macfarlandi George, 2007
- Ittys multiciliatus Lou & Wang, 2001
- Ittys platycotis Dozier, 1932